# 耐恩一世
耐恩一世（Náin I），是英國作家約翰·羅納德·瑞爾·托爾金（J.R.R. Tolkien）的史詩式奇幻小說《魔戒三部曲》中的虛構人物。
他是都靈子民的國王，統治凱薩督姆（Khazad-dûm），最終被摩瑞亞炎魔（Barlog of Moria）所殺。

## 總覽
耐恩一世是矮人（Dwarves）。他的父親是都靈六世（Durin VI）。不清楚他有沒有任何兄弟姊妹。他有一位兒子，索恩（Thráin）。
他是都靈子民的國王，繼承了父祖在凱薩督姆的統治。在他父親統治末年，矮人因為想挖取更多秘銀（Mithril）而不慎喚醒了潛伏在迷霧山脈深處的炎魔，造成極大的動盪。
耐恩一世生於第三紀元1832年，死於1981年，享年149歲。

## 生平
耐恩一世生於第三紀元1832年，應該是在凱薩督姆出生。他在1980年繼承了被炎魔殺害的父親都靈六世的王位，統領凱薩督姆的矮人。
1981年，凱薩督姆的矮人在耐恩一世統領下仍繼續對抗炎魔，但他們已經衰微得連驅逐敵人的力量都沒有，最終炎魔將耐恩一世也殺害了，估計都靈之斧（Durin's Axe）就在此時失落了。他的兒子索恩繼承王權，但因為無法打敗炎魔，他們最後唯有放棄凱薩督姆，逃離自己的家園。

## 資料來源
1. 1 2 3 4 5 6  《魔戒三部曲》 2001年 聯經初版翻譯 附錄一帝王本紀及年表

| 前任： 都靈六世 | 都靈子民的國王 | 繼任： 索恩一世 |